# Steve Paproski
Pour les articles homonymes, voir Paproski.
Steven Eugene Paproski (23 septembre 1928-3 décembre 1993) est un homme politique et sportif canadien de l'Alberta. Il est député fédéral progressiste-conservateur de la circonscription albertaine d'Edmonton-Centre de 1968 à 1979 et d'Edmonton-Nord de 1979 à 1993.

## Biographie
Né à Lwów en Pologne, Paproski est d'origine ukrainienne et de religion catholique romaine, . Il s'établit à Edmonton durant son enfance. Il fréquente ensuite l'université de l'Arizona à l'aide d'un bourse d'études en sport.

## Football canadien
Paproski joue avec les Eskimos d'Edmonton dans la Ligue canadienne de football de 1949 à 1954 ; il est joueur de ligne offensive. Avec sa présence dans l'équipe durant cette période, il fait partie d'un groupe d'anciens joueurs ayant marqués la vie politique albertaine dont les premiers ministres Peter Lougheed et Don Getty, ainsi que le lieutenant-gouverneur Norman Kwong.

## Carrière politique
Élu en 1968 et réélu en 1972, 1974, 1979, 1980, 1984 et 1988, il ne se représente pas en 1993.
Durant cette période, il occupe la fonction de whip en chef de l'opposition de 1976 à 1978. Durant le passage de Joe Clark et des progressistes-conservateurs au pouvoir, il est ministre d'État chargé de la Santé, du Sport amateur et du Multiculturalisme de 1979 à 1980.
Ses frères, Kenneth Paproski et Carl Paproski, siègent tous deux à l'Assemblée législative de l'Alberta au poste de député de Edmonton-Kingsway de 1971 à 1982 pour Kenneth et de 1982 à 1986 pour Carl